# アムハースト (ニューヨーク州)
アムハースト（英: Amherst、[ˈæmhərst] ( 音声ファイル)）は、アメリカ合衆国ニューヨーク州のエリー郡にある町。エリー運河に接している。人口は12万9595人（2020年）。
ニューヨーク州第2の都市であるバッファロー市の郊外部で最大かつ最も人口の多い町である。。
アムハースト町内にはニューヨーク州立大学バッファロー校の北キャンパス、メデイル・カレッジの大学院キャンパス、ブライアント・アンド・ストラットン・カレッジのサテライトキャンパス、およびデーメン・カレッジがある。

## 歴史
アムハースト町は1818年4月10日に、ニューヨーク州議会によって創設された。バッファロー町（後のバッファロー市）の一部から作られており、バッファロー町はそれ以前にクラレンスの町から作られていた。1819年、ティモシー・S・ホプキンスがアムハースト町初代監督官に選出された。当初あった町域の一部が後の1839年にチークトワガ町を設立するために使われた。
アムハースト町資料館が元改革派メノナイト教会に入っている。この建物は2003年にアメリカ合衆国国家歴史登録財に指定された。

## 地理
アメリカ合衆国国勢調査局に拠れば、町域全面積は53.5平方マイル (139 km2)であり、このうち陸地53.2平方マイル (138 km2)、水域は0.3平方マイル (0.78 km2)で水域率は0.50%である。
アムハースト町域の大半は元々氾濫原と湿地であり、その多くは近年、新しい住宅や企業の開発に対応するために排水されてきた。町の中央と南部は郊外化がかなり進んでいる。しかし、一番南にある小集落のエガーツビルとスナイダー、およびウィリアムズビル村は、元々ある性格を多く残すように工夫してきた。町の北部は現在も開発が進んでいない方であるが、トナワンダ町とホィートフィールド町に接するナイアガラフォールズ大通り（アメリカ国道62号線）に沿った部分は顕著な例外である。アムハースト町の北部と東部には不安定な土壌の状態の結果として住宅基礎に関わる問題を経験してきたところがある。町の北部には現在でも活動できな農園が幾つか残っている。
アムハースト町の北はトナワンダ・クリークとナイアガラ郡に接している。エリコット・クリークが町を横切っている。

### 地区
アマースト町の中の小区分は、元の郵便局の名前を使って呼ばれており、法的に法人化されたものではない。1990年代、これら地域郵便局の多くが閉鎖され、ベイリー・アベニューにあるアムハースト中央郵便局（郵便番号14226）に統合された。その他にはシェリダン・ドライブ沿いにウィリアムズビル郵便局（郵便番号14221）、ミラーズポート・ハイウェイ沿いにゲッツビル郵便局（郵便番号14068）、トランジット道路沿いにイーストアムハースト郵便局（郵便番号14051）が残るのみである。アムハースト町内の地域に対する郵便住所はアムハースト、イーストアムハースト、エガーツビル、ゲッツビル、スナイダー、ウィリアムズビルである。これら郵便用地区は現在も郵便局に認識され、市民は広く利用している。
これら郵便住所の中には重複するものがある。トランジット道路の直接東にあるクラレンスの幾らかの地域は、ウィリアムズビルの住所だが、課税、教育、地域資源のためでは、その住民はクラレンスの町民である。

### 気候
アムハーストは年間平均降雪量が国内10傑に入る、人口5万人以上の自治体である。5月から10月の平均最高気温は60°F (16 ℃) から81°F (27 ℃) である。11月から3月の平均最高気温は31°F (-1 ℃) から47°F (8 ℃) である。

## 経済
2010年7月、CNNマネーが「アメリカで住みたい場所100傑」のリストでアムハーストを第42位に挙げた。2012年のランキングでは第50位だった。2011年と2012年、アメリカのプロマイズ・アライアンスがアメリカの若者のための町100傑の1つにアムハーストを選んだ。

## スポーツ

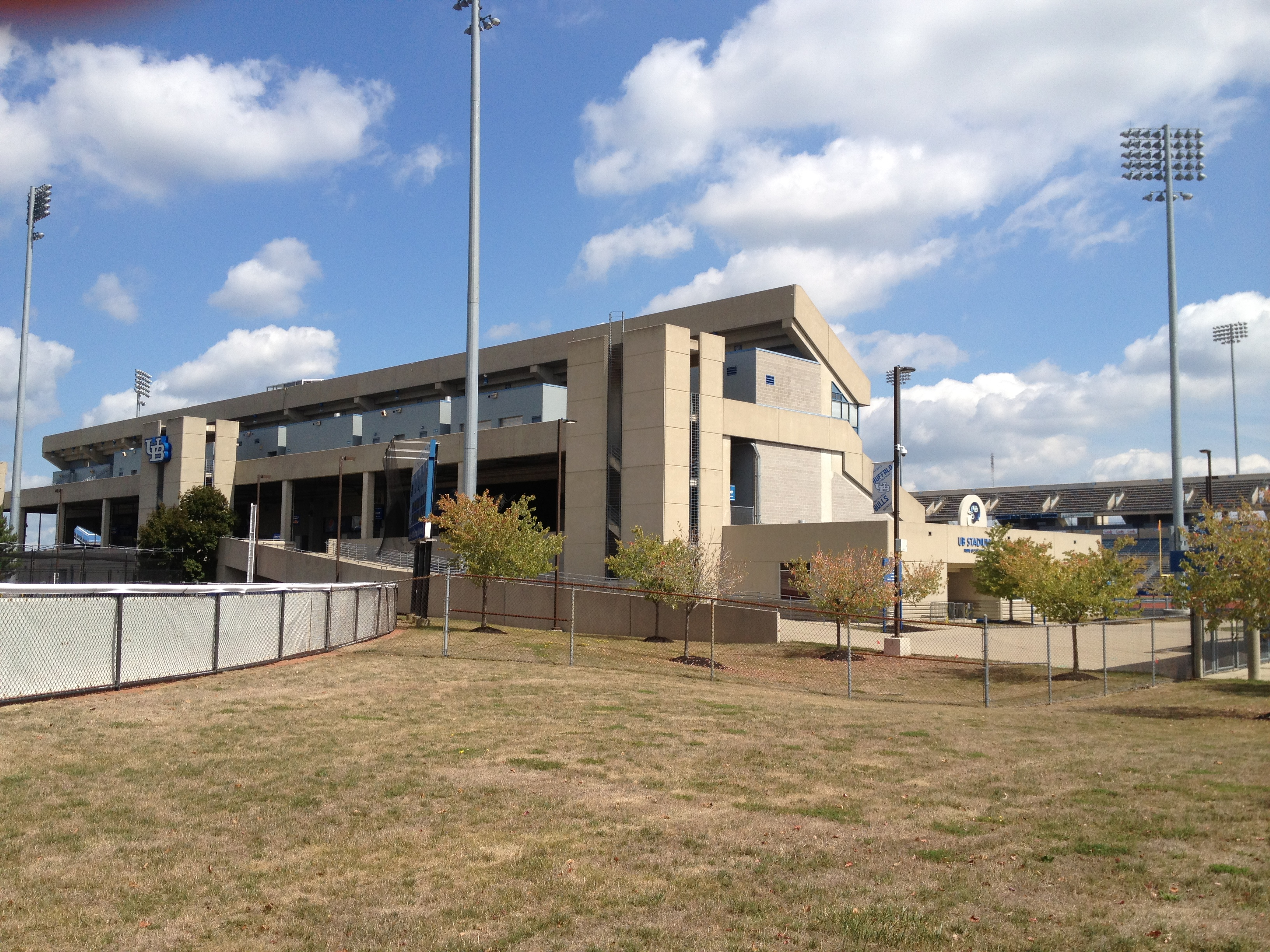
ニューヨーク州立大学バッファロー校のスタジアム

町内にはニューヨーク州立大学バッファロー校のスタジアム、同同窓会アリーナ、アムハースト・オーデュボン・フィールドがあり、全てニューヨーク州立大学バッファロー校のバファロー・ブルズが使っている。

## 芸術と文化
アムハーストでは年間を通じて多くの祭が開催されている。町内にはバッファロー・ナイアガラ歴史遺産村がある。

## 人口動態
以下は2010年国勢調査による人口統計データである。
| 基礎データ - 人口: 122,366 人 - 世帯数: 48,894 世帯 - 家族数: 29,840 家族 - 住居数: 51,179 軒 人種別人口構成 - 白人: 83.8% - アフリカン・アメリカン: 5.7% - ネイティブ・アメリカン: 0.2% - アジア人: 7.9% - 太平洋諸島系: 0.0% - その他の人種: 0.5% - 混血: 1.8% - ヒスパニック・ラテン系: 2.3% | 世帯と家族（対世帯数） - 18歳未満の子供がいる: 26.0% - 結婚・同居している夫婦: 49.4% - 未婚・離婚・死別女性が世帯主: 8.9% - 非家族世帯: 39.0% - 単身世帯: 27.1% - 65歳以上の老人1人暮らし: 31.6% - 平均構成人数 - 世帯: 2.33人 - 家族: 2.98人 収入と家計 - 収入の中央値 - 世帯: 55,427米ドル - 家族: 68,951米ドル - 性別 - 男性: 51,667米ドル - 女性: 32,030米ドル - 人口1人あたり収入: 27,647米ドル - 貧困線以下 - 対人口: 6.4% - 対家族数: 4.2% - 18歳未満: 6.6% - 65歳以上: 5.4% |

25歳以上の住民の51.7%は学士以上の学位を取得しており、その内26.7%は専門学位を持っている。

## 教育

### 高等教育
アムハーストには高等教育機関が4つある。ニューヨーク州立大学バッファロー校の北キャンパスには、建築、計画、看護、歯科、医科を除くすべての学科がある。エリー・コミュニティセンターの3つあるキャンパスの1つやデーメン・カレッジがある。ブライアント・アンド・ストラットン・カレッジは2年制プログラムを提供している。メデイル・カレッジとカニシャス大学は町内にサテライトキャンパスを保有している。

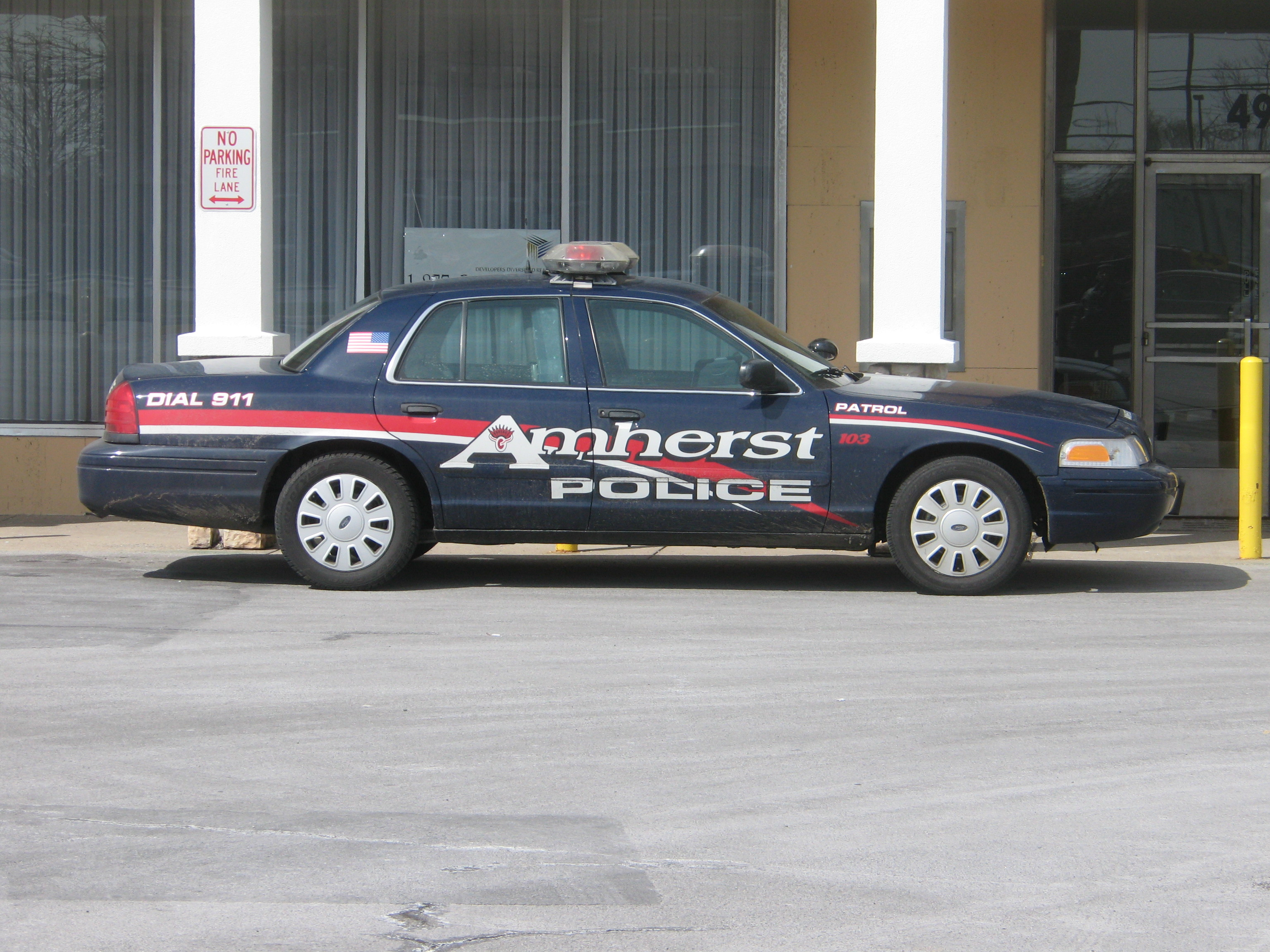
アムハースト警察署のパトカー

### 公立学校
町内には4つの教育学区がある。ウィリアムズビル中央教育学区が最大の学区であり、町の東半分と、クラレンス町の一部が入っている。同学区はニューヨーク州公立教育学区97区の中で第1位に評価されている。ウィリアムズビル高校は、2013年アメリカ合衆国ニューズ・アンド・ワールド・リポートの優秀高校の評価ではシルバー・ランクとなり、全国21,000以上の高校の中では上位2ないし3%に入っている。町内南東隅の小部分はクラレンス中央教育学区に入っている。アムハースト中央教育学区は町の南西部であり、エガーツビルとスナイダー地区が入っている。スウィートホーム中央教育学区は町の北西部であり、トナワンダ町の一部やウェストアムハーストとゲッツビルも入っている。

## 町政府

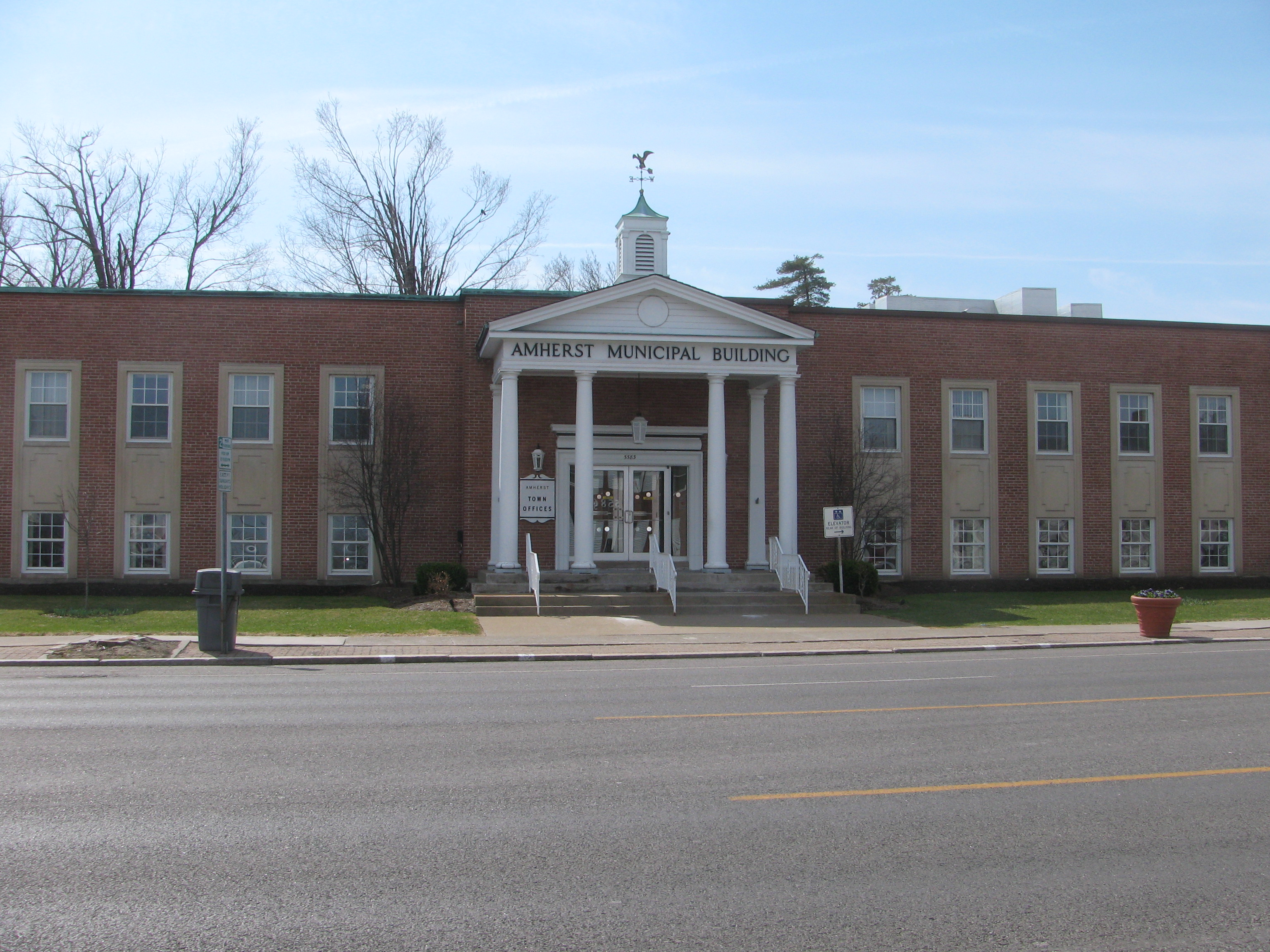
アムハースト行政ビル

### 犯罪と公衆安全
アムハースト警察署は150人以上の警官を雇用しており、その中には署長、副署長、7人の隊長と少なくとも20人の副隊長が入っている。
連邦捜査局に報告された統計に基づくと、アムハーストはアメリカの自治体の中で最も安全な町に度々ランクされている。1位にならない年でもトップ5位に入っている。この評価は、殺人、強姦、強盗、加重暴力、夜盗および自動車泥棒の6つの分類で年間発生率を元にしている。2006年、アムハーストはニュージャージー州ブリック・タウンシップに次いで第2位だった。2011年では全国400都市の中で第6位だった。

## メディア

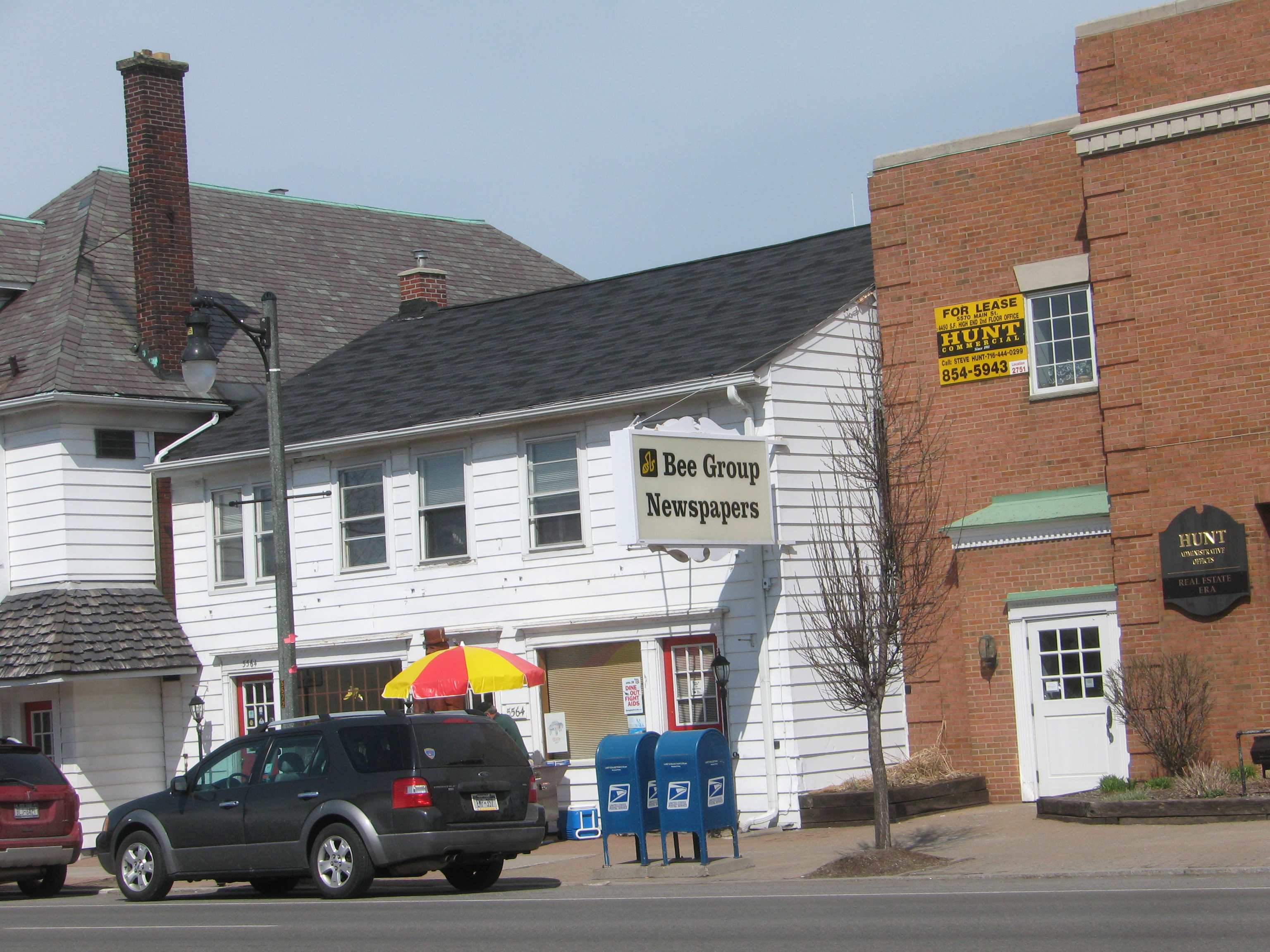
「アムハースト・ビー」、町で最初の電話を引いた

アムハーストの新聞は「アムハースト・ビー」である。

## インフラ
- 州間高速道路90号線（ニューヨーク・ステート・スルーウェイ）、町の南部を通る
- 州間高速道路290号線（ヤングマン・イクスプレスウェイ）、州間高速道路90号線からアメリカ国道62号線まで斜めに通り、トナワンダ町に向かう
- 州間高速道路990号線（ロックポート・イクスプレスウェイ）、全線が町内に入る短い高速道路。町内の南西部と中央部をほぼ南北方向に走り、ミラーズポート・ハイウェイ（州道263号線）で終わる
- アメリカ国道62号線、町内ではナイアガラフォールズ大通りとして西側境界線になる。北に進むとシェリダン・ドライブ、南に進むとベイリー・アベニューとなる
- ニューヨーク州道5号線（メインストリート）
- ニューヨーク州道78号線（トランジット道路）、町の東側境界となる
- ニューヨーク州道240号線（ハーレム道路）、シェリダン・ドライブ（州道324号線）から南に向かう
- ニューヨーク州道263号線（大半がミラーズポート・ハイウェイ）、ベイリー・アベニュー（州道62号線）からトランジット道路（州道78号線）までの南北方向路
- ニューヨーク州道270号線（キャンベル大通り）、ミラーズポート・ハイウェイ（州道263号線）から北に抜ける南北方向路
- ニューヨーク州道277号線（ノースフォレスト道路、ユニオン道路）、シェリダン・ドライブ（州道324号線）から南に抜ける南北方向路
- ニューヨーク州道324号線（シェリダン・ドライブ）、ナイアガラフォールズ大通り（州道62号線から東に抜ける東西方向路

ミラード・フィルモア郊外病院が町の中心部、メイプル道路沿いにある。

## 著名な出身者
- ビリー・シーン - ベース奏者、ハードロックバンド「MR. BIG」
- ロブ・グロンコウスキー - アメリカンフットボール選手
- ジェームズ・ホイットモア - 俳優、アムハースト高校で学んだ